# Gołobórz
Gołobórz este o arie protejată (sit de importanță comunitară — SCI) din Polonia întinsă pe o suprafață de 186,53 ha, integral pe uscat.

## Localizare
Centrul sitului Gołobórz este situat la coordonatele 52°07′29″N 22°16′29″E / 52.1248°N 22.2747°E.

## Înființare
Situl Gołobórz a fost declarat sit de importanță comunitară în octombrie 2009 pentru a proteja un număr necunoscut de specii din flora spontană și fauna sălbatică aflate în arealul zonei.

## Biodiversitate
Situată în ecoregiunea continentală, aria protejată conține 8 habitate naturale: Vegetație psamofilă uscată cu pășuni deschise de Corynephorus și Agrostis, Pajiști uscate europene, Formațiuni de Juniperus communis pe lande sau pajiști calcaroase, Mlaștini turboase de tranziție și turbării mișcătoare, Păduri de stejar și carpen Galio-Carpinetum, Mlaștini împădurite, Păduri stepice euro-siberiene cu Quercus spp., Păduri central-europene de pin scoțian cu licheni.
La baza desemnării sitului se află un număr nedeclarat de specii protejate.